# Живе везе
„Живе везе” је југословенски ТВ филм из 1975. године. Режирао га је Антон Томашић а сценарио је написао Антон Инголић.

## Улоге
| Глумац             | Улога |
| ------------------ | ----- |
| Слободан Алигрудић |       |
| Драгомир Чумић     |       |
| Томанија Ђуричко   |       |
| Драгомир Фелба     |       |
| Душан Јакшић       |       |
| Богдан Јакуш       |       |
| Славка Јеринић     |       |
| Вида Јуван         |       |
| Иван Клеменц       |       |
| Руди Космач        |       |

Остале улоге  ▼
| Глумац                  | Улога |
| ----------------------- | ----- |
| Светолик Никачевић      |       |
| Марко Окорн             |       |
| Божидар Павићевић Лонга |       |
| Рок Пенко               |       |
| Рамиз Секић             |       |
| Јелица Сретеновић       |       |
| Стево Жигон             |       |
| Анка Зупанц             |       |